# 西藏银行
西藏银行（藏語：བོད་ལྗོངས་དངུལ་ཁང་，威利转写：bod ljongs dngul khang；英語：Bank of Tibet）是中华人民共和国的一家股份制商业银行。2011年12月17日，西藏银行获得金融许可证和企业法人营业执照，成为西藏第一家地方法人银行。2012年5月22日，西藏银行正式在拉萨营业，募集股本15亿元人民币。